# Sciapus praecipuus
Sciapus praecipuus är en tvåvingeart som beskrevs av Milward de Azevedo 1985. Sciapus praecipuus ingår i släktet Sciapus och familjen styltflugor. Inga underarter finns listade i Catalogue of Life.